# مارغريت هاربرت
مارغريت جونز هاربرت (بالإنجليزية: Marguerite Jones Harbert)‏ (من مواليد 1923 - والمُتوفاة في17 مارس 2015) هي سيدة أعمال أمريكية ومليارديرة من ألاباما.

## حياتها المُبكرة
وُلدت مارغريت جونز في عام 1923 في برمنغهام بولاية ألاباما. كان والدها هو رايموند مكادو جونز ووالدتها مارغريت نابير جونز، وأختها، أليس ماكغريف. تنحدر مارغريت من سلالة مؤسسي برمنغهام.
تلقت هاربرت تعليمها في مدرسة ماونتن بروك الابتدائية ومدرسة فيليبس الثانوية، وتخرجت من كلية برمنغهام الجنوبية، حيث عملت كرئيسة لنادي زمالة نادي كابا دلتا.

## أعمال الخير
عملت هاربرت لصالح الصليب الأحمر الأمريكي في مقاطعة جيفرسون بألاباما. ثم تطوعت في وقت لاحق للعمل في اتحاد جامعة برمنغهام، مدرسة أدفنت داي، مدرسة القديسين All-Saints، ومستشفى الأطفال، ومركز صعوبات التعلم النمائية، ومؤسسة تأهيل إسبانيا، وجمعية الفنون في برمنغهام، وجامعة برمنغهام للبالية، وجمعية القلب الأمريكية ووحدة لينلي هيلفن، وعضو في جمعية أمريكية لمساعدة ذوي الاحتياجات الخاصة، وقامت بإعداد كرسي بذراعين لمنصب حاكم ولاية ألاباما.
خدمت هاربرت في مجلس الأمناء في جامعتها كلية برمنغهام الجنوبية، حيث تم تسمية أحد المباني على اسمها تكريمًا لها. كما أُدرِج اسمها في قاعة الشهرة الرياضية في عام 2006. كما عملت في مجالس الأمناء في متحف برمنغهام للفنون والشلل والسرطان. خدمت هاربرت بالإضافة إلى ذلك في مجلس إدارة مؤسسة سميثسونيان.

## حياتها الشخصية
تزوجت هاربرت من جون هاربرت، مؤسس شركة هاربرت، والذي كان زميلًا لها في المدرسة الابتدائية. أنجب الزوجان ابنان، جون مردوخ هاربرت الرابع (المولود بمتلازمة وليام) وريمون هاربرت (الذي ترأس إدارة شركة هاربرت في عام 1993)، وبنة وحيدة، مارغريت هاربرت جراي. أقامت في ماونتن بروك، ألاباما. حضروا كنيسة القديسة مريم على المرتفعات الأسقفية.
تُوفي زوجها قبلها في عام 1995 وورثت مارغريت ثروته. وبحلول عام 2013، كانت مارغريت أغنى شخص في ألاباما، بثروة تقدر بـ 1.5 مليار دولار. واعترفت أنها وجدت أنه «من الصعب» أن تكون غنية.
كانت عضوًا في نادي القرن التاسع عشر ونادي الحديقة الصغيرة في أمريكا.

## وفاتها
تُوفيت مارغرت في 17 مارس 2015.